# Ferdinando I di Parma
Ferdinando I di Borbone-Parma (Colorno, 20 gennaio 1751 – Fontevivo, 9 ottobre 1802) è stato duca di Parma, Piacenza e Guastalla dal 1765 al 1802, Infante di Spagna dal 1751 al 1802 e Principe di Francia in quanto nipote del re Luigi XV di Francia.
Si rifiutò di cedere il suo ducato alla Francia col Trattato di Aranjuez del 20 marzo 1801, controfirmato invece da suo figlio Ludovico, e morì quindi in circostanze sospette l’anno seguente. Fu un membro del ramo parmense dei Borbone.

## Biografia

### I primi anni

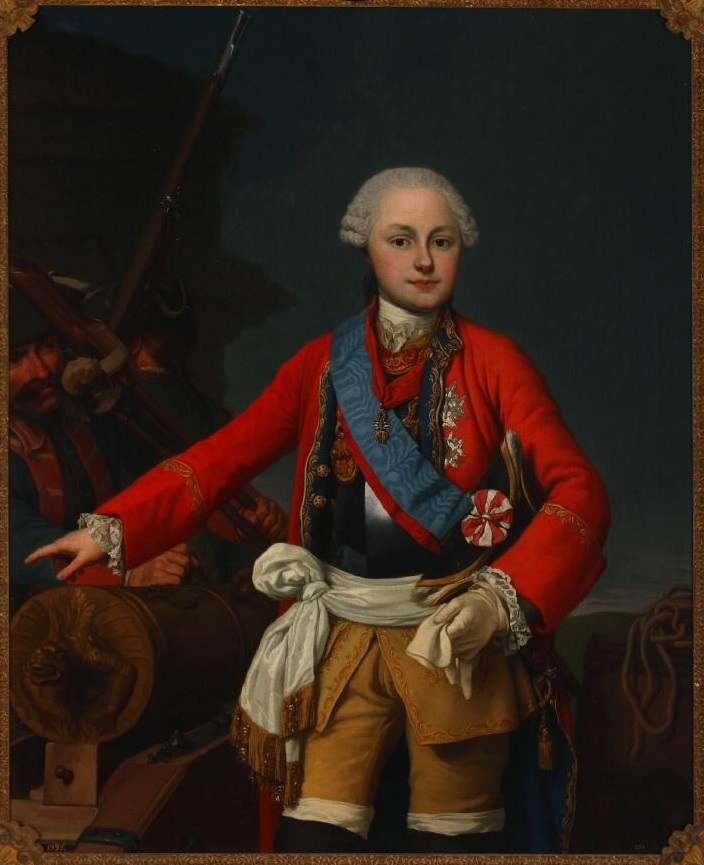
Ferdinando I di Parma in un ritratto di Giuseppe Baldrighi

Ferdinando nacque al palazzo ducale di Colorno, figlio secondogenito (e unico maschio) del duca Filippo I di Parma e di sua moglie, Luisa Elisabetta di Francia, figlia di Luigi XV, di cui Ferdinando fu il nipote preferito. Era inoltre nipote diretto del re Filippo V di Spagna e per questo aveva anche il titolo di infante.
Sua madre lasciò il ducato nel 1757 per ricongiungersi con la corte di Francia, in modo da contrattare favorevolmente i matrimoni dei suoi figli. Alla morte della madre nel 1759, Ferdinando si affilierà sempre più alla sorella Isabella, intelligente e piena di charme, che lo seguirà in ogni passo della sua preparazione al governo sino al momento del suo matrimonio con il futuro imperatore Giuseppe II d'Asburgo-Lorena. Oltre alla sorella, in quegli anni venne seguito dal suo tutore, Étienne Bonnot, abate di Condillac, ottimo pedagogista per l'epoca nonché filosofo stimato, e da Auguste de Keralio.
Come erede di una famiglia coi migliori legami nell'aristocrazia europea e con l'aristocrazia più ambita, Ferdinando risultò essere un candidato interessante per molte dame reali. Tra queste ricordiamo la principessa Maria Beatrice Ricciarda d'Este, unica nipote del duca di Modena Francesco III. Il suo possibile matrimonio con la principessa Maria Beatrice fu ben presto vanificato in quanto questa, nel 1753, a meno di tre anni d'età, venne ufficialmente promessa all'arciduca Pietro Leopoldo d'Austria (poi imperatore Leopoldo II), e in seguito spregiudicatamente al fratello di questi, l'arciduca Ferdinando, con cui si unì in matrimonio nel 1771. Una possibile unione tra i ducati di Parma e Modena, come era stata progettata vanamente dal primo ministro Du Tillot, non si realizzò mai. Altra candidata di rilievo fu Luisa Maria Teresa Batilde d'Orléans, che avrebbe potuto portare al duca una larga dote; unica figlia sopravvissuta di Luigi Filippo I di Borbone-Orléans, era inoltre sorella di Philippe Égalité.
Ferdinando ascese al trono paterno all'età di 14 anni il 18 luglio 1765.

### La politica dei primi anni di governo e il matrimonio

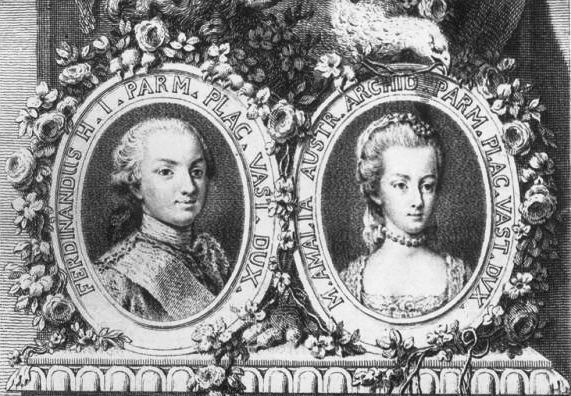
Ferdinando I di Parma e l'arciduchessa Maria Amalia in una stampa d'epoca, commemorativa del loro matrimonio

Pur divenuto duca, per Ferdinando I rimaneva aperta la questione del matrimonio come opportunità di successione. 
La scelta della sposa del futuro duca ricadde infine sull'arciduchessa Maria Amalia d'Asburgo-Lorena. Tale unione venne pilotata da sua madre al termine di una fitta corrispondenza con la potente imperatrice Maria Teresa d'Austria, la quale aveva promesso ai genitori di Ferdinando il trono dei Paesi Bassi, che da poco erano tornati sotto il controllo austriaco col Trattato di Aquisgrana. Questo fatto non si verificò mai, ma conseguenza del matrimonio fu il consolidamento delle relazioni tra i due Stati. Quest'alleanza venne incoraggiata dal primo ministro, il francese riformatore Guillaume du Tillot, il quale serbava antichi rancori verso la Francia avendo lavorato a Versailles ed essendo stato esiliato da Luigi XV di Francia per via delle sue idee liberali che a corte non erano viste con entusiasmo.
Con questo ulteriore passo, Ferdinando I inaugurò il mutamento della politica filofrancese del padre, rivolgendosi verso Vienna, dove regnava la suocera e poi i potenti cognati. Per quanto concerne la politica interna, invece, Ferdinando avversò la politica illuminista del padre e del segretario di Stato du Tillot, che dovette lasciare l'incarico nel 1771, anche per via del disprezzo personale che la duchessa Maria Amalia d'Asburgo-Lorena provava per lui, interferendo continuamente nella sua politica. Ferdinando disfece gran parte delle riforme illuminate dell'ex - primo ministro: richiamò i Gesuiti, (che erano stati espulsi nel 1768 dopo la soppressione dell'ordine decretata da Papa Clemente XIV, ristabilì il tribunale dell'Inquisizione, restituì alla Chiesa molti dei beni laicizzati, licenziò i collaboratori di du Tillot e li rimpiazzò con uomini di fiducia della moglie Maria Amalia. Come nuovo primo ministro venne prescelto lo spagnolo José Augustin de Llano, che venne cacciato anch'egli l'anno successivo.
In breve tempo Francia, Austria e Spagna interruppero le loro relazioni diplomatiche con Parma, ma la riconciliazione avvenne già l'anno seguente con la nascita del duca ereditario, che mise nuovamente in gioco l'influenza delle potenze d'Europa per un futuro matrimonio vantaggioso.

### Le conseguenze della rivoluzione francese

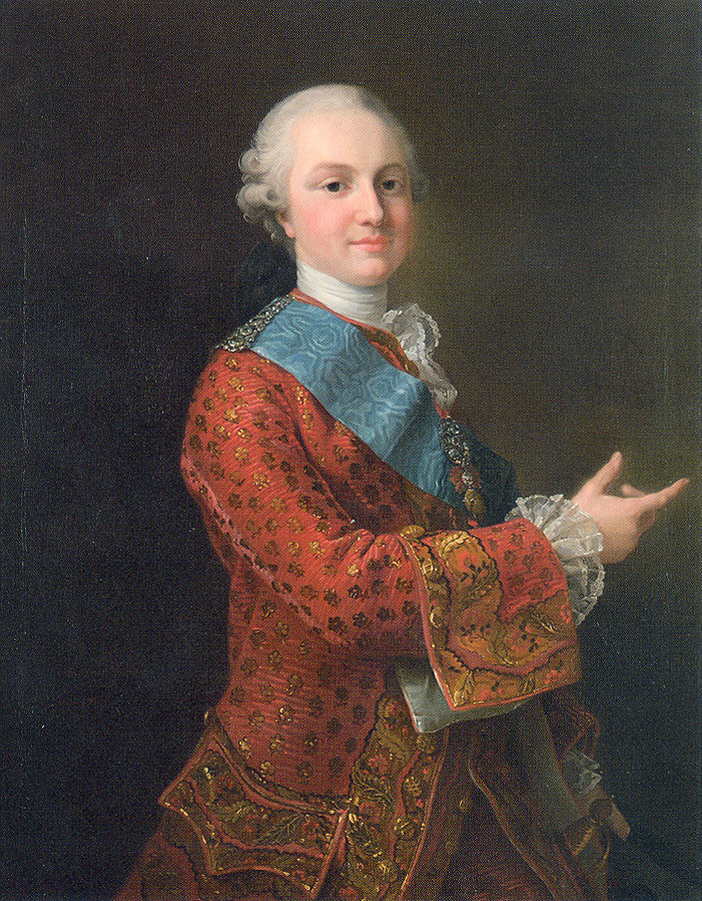
Ritratto di Ferdinando I di Parma, opera di Laurent Pécheux.

Allo scoppio della Rivoluzione francese e con l'esecuzione dei cugini francesi, inclusa Maria Antonietta, sorella della consorte Maria Amalia, il clima nel ducato cambiò radicalmente. Col pericolo di una guerra Ferdinando si dichiarò apertamente neutrale, mentre nel contempo firmava un patto segreto con l'Austria il 13 maggio 1794 che impegnava l'impero a difendere il ducato in caso di aggressione francese.
Sebbene il ducato non fosse mai stato attaccato, nel 1796, quando Napoleone Bonaparte si diresse verso Milano, concesse alle truppe di passare attraverso i territori di Parma senza che gli venisse mossa alcuna opposizione. La sua situazione e quella del ducato, ad ogni modo, divennero sempre più difficili per la crescita dei giacobini in Lombardia e in Emilia-Romagna, in particolare a Reggio Emilia, che ritenevano un affronto allo spirito repubblicano il fatto di mantenere ancora in piedi il ducato locale. Il ducato del resto costituiva una parte fondamentale della diplomazia tra la Francia e la Spagna, ciascuna delle quali si riteneva tutrice del duca in funzione di legami di parentela. Sino alla battaglia di Marengo del 1800, il ducato continuò ad essere periodicamente attraversato da ogni sorta di truppe straniere destinate ai conflitti dell'Italia settentrionale.
La moglie di Ferdinando, Maria Amalia, aveva paura per lui, essendo stato più volte, dal 1796 al 1798, vittima di tentato omicidio; per questo, sia Ferdinando sia Maria Amalia rimasero sostenitori del dispotismo illuminato, ma per la famiglia reale parmense l'incubo era appena iniziato, infatti più volte Ferdinando fu vittima di aggressioni, a Parma nel 1799 e a Piacenza nel 1800; Maria Amalia invece subì diversi insulti durante una passeggiata nei giardini del Casino dei Boschi di Sala Baganza nel 1800 da parte dei giacobini parmigiani.

### La famiglia reale agli arresti domiciliari
Quando Ferdinando si dichiarò neutrale, vietò anche a Napoleone Bonaparte di invadere Parma, ma il generale francese non prestò la minima attenzione all'avvertimento di Ferdinando ed entrò nel Ducato; più volte Ferdinando e Maria Amalia tentarono di scappare a Guastalla, ma Napoleone Bonaparte li mise agli arresti domiciliari nel Palazzo Reale di Colorno, dal 1796 al 1801.
Nel palazzo di Colorno Ferdinando scriveva di continuo ai reali d'Austria chiedendogli aiuto; Maria Carolina di Napoli e Sicilia inviò delle truppe a Parma per contrastare l'armata francese, ma le truppe non arrivarono mai a Parma e Maria Amalia capì che non avrebbe mai ricevuto risposta dalla sua famiglia a Vienna.
Ferdinando nel Palazzo Reale di Colorno si dedicava agli studi astronomici e allo studio dei pianeti; nel 1797 nacque il primo nipote maschio di Ferdinando, figlio di sua figlia Carolina di Borbone-Parma, ma a Ferdinando non fu permesso di andare al battesimo del nipote.

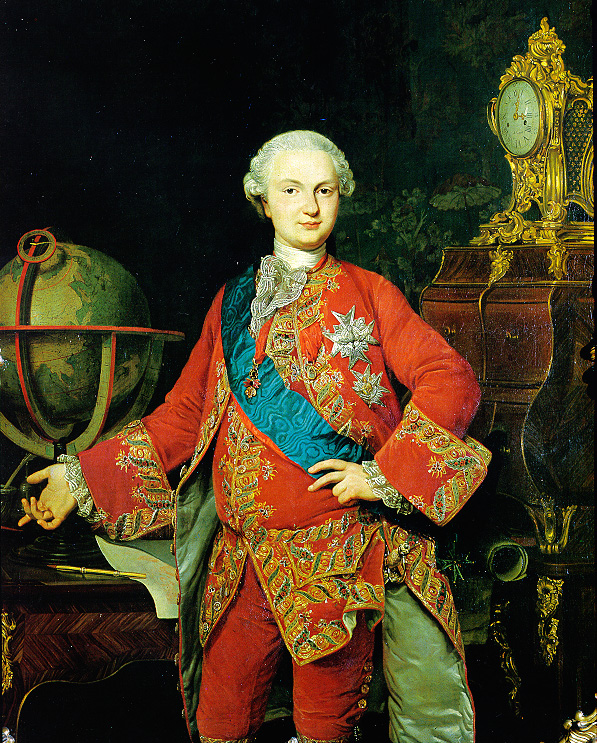
Ferdinando I di Parma in un ritratto di Pietro Melchiorre Ferrari.

Nel 1799 a Napoli i francesi crearono la Repubblica partenopea e i reali di Napoli furono costretti all'esilio; da Napoli i francesi ritornarono a Parma e nel 1801, dopo quasi sei anni di prigionia, Ferdinando e Maria Amalia ricevettero maggiore libertà e fu loro permesso di visitare la loro terza capitale, Guastalla, dove i giacobini italiani erano meno forti che a Parma. I duchi non sapevano che entro qualche mese il Ducato di Parma, Piacenza e Guastalla sarebbe stato annesso alla Francia.

### Ultimi anni e morte
Perso il controllo effettivo del trono a seguito dell'occupazione napoleonica del ducato (Pace di Lunéville, 1801), Ferdinando I rifiutò il titolo di Re d'Etruria offertogli da Napoleone, cedendo l'effimero onore al figlio Ludovico, più accomodante nei confronti degli invasori. Rifiutò comunque di abbandonare i suoi domini, rimanendo a corte e comportandosi ancora da duca regnante. 
Ferdinando di giorno svolgeva il suo ruolo di duca, ma di notte si dedicava ai suoi studi, anche esoterici, alle funzioni religiose ed alle opere più umili nella sua cappella privata. Pur conoscendo quattro lingue, parlava solo dialetto parmigiano in ogni occasione, non esitando a mescolarsi con il suo popolo.
Ferdinando venne autorizzato a rimanere a Parma senza dover affrontare la dura strada dell'esilio, ma venne posto sotto la stretta sorveglianza di Médéric Louis Élie Moreau di Saint-Méry. I duchi erano ormai l'ombra di loro stessi, Ferdinando I venne descritto come amareggiato e triste, Maria Amalia invece soffriva di disturbi depressivi dal 1793, anno in cui era stata decapitata la sua amata sorella Maria Antonietta. 
Ferdinando I soffriva di dolori ed era malinconico; dopo diversi giorni, morì a Fontevivo, per un'indigestione di carne di maiale, ma si sospetta che fosse stato avvelenato dai Napoleonici per eliminare una figura assai scomoda per l'occupante francese. Già in passato era stato vittima di un tentato omicidio, sventato dal cane che si vede ritratto con lui. La sua salma venne sepolta presso l'abbazia di Fontevivo.

## Matrimonio e discendenza

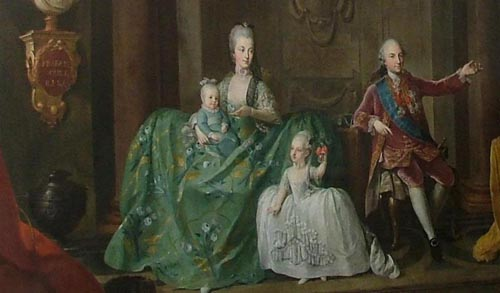
Famiglia di Don Ferdinando di Borbone-Parma; Maria Amalia con il marito Ferdinando e i figli Carolina e Ludovico, 1774

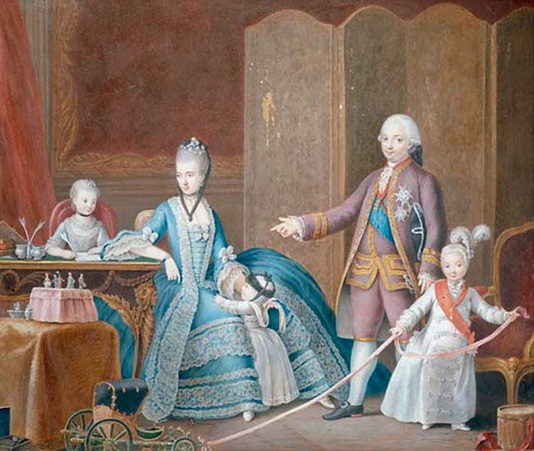
Ritratto della famiglia ducale di Parma, la famiglia di Ferdinando I nel 1776.

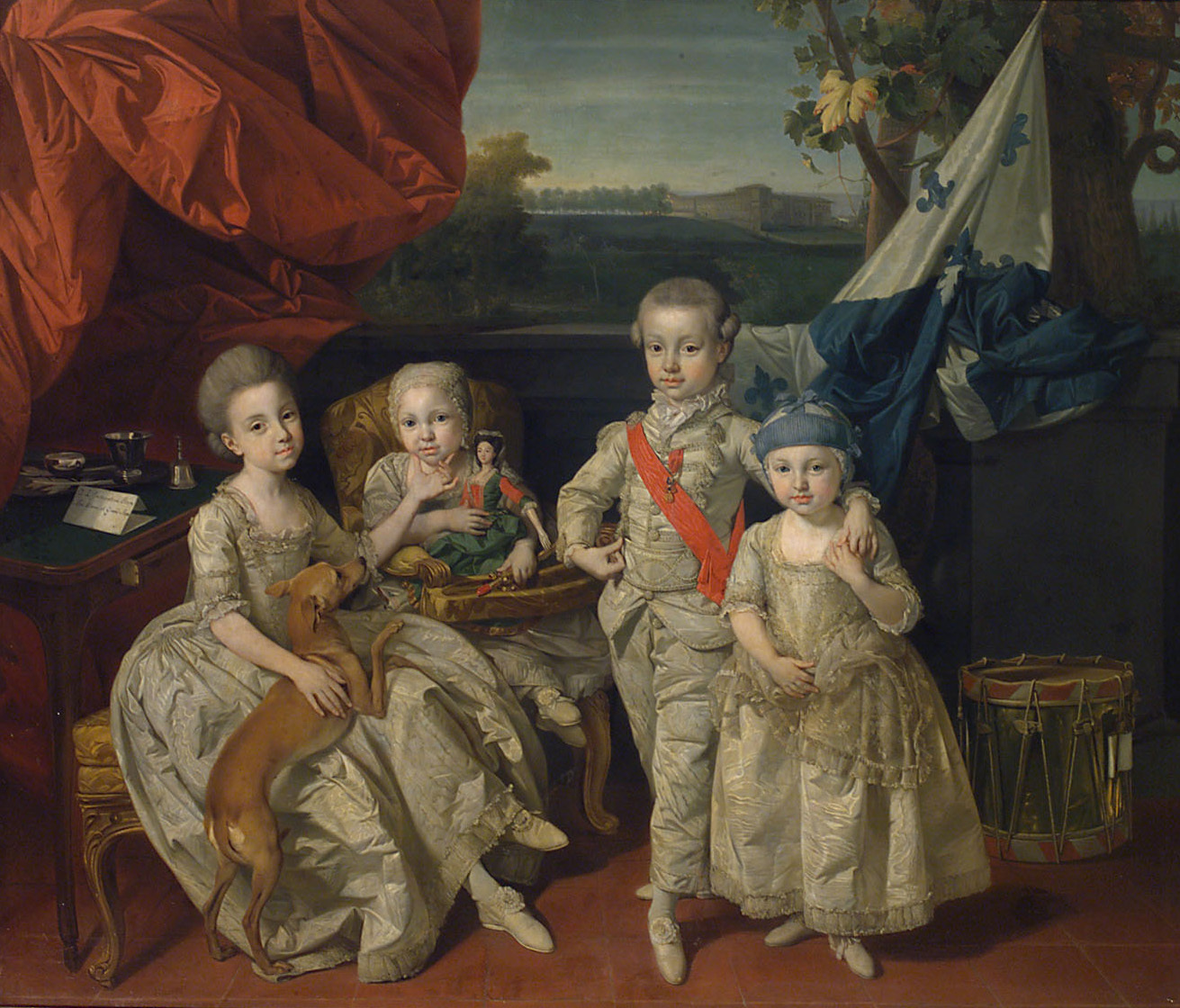
Ritratto dei principi di Parma, Carolina, Ludovico, Maria Antonia e Maria Carlotta, 1778, figli di Ferdinando.

Ferdinando sposò, per volontà dei suoi genitori, l'arciduchessa Maria Amalia d'Austria il 19 luglio del 1768, ottava delle figlie di Maria Teresa d'Austria. 
La loro unione fu infelice, resa tale dal comportamento di Ferdinando: costui scappava dal Palazzo Reale di Colorno e lasciava gli affari di stato alla moglie, la quale, dopo tre anni di matrimonio, cominciò sempre più a ricercare attenzioni da nobili parmigiani, ma nonostante questo, i due ebbero numerosa prole.
La coppia ebbe sedici figli: 
1. Carolina di Borbone-Parma (Palazzo Ducale di Colorno, 22 novembre 1770 - Palazzo Reale di Dresda, 1º marzo 1804); Madame Premierè, sposò Massimiliano di Sassonia nel 1792 ed ebbe figli.
2. Ludovico I di Etruria (Palazzo Ducale di Colorno, 5 agosto 1773 - Palazzo Pitti, Firenze, 27 maggio 1803); Principe di Piacenza e re d'Etruria, sposò sua cugina Maria Luisa di Spagna ed ebbe figli.
3. Maria Antonia Gioseffa di Borbone-Parma (Palazzo Ducale di Colorno, 28 novembre 1774 - Convento di Sant'Agata, Roma, 20 febbraio 1841); Madame Deuxième, divenne orsolina a Parma nel 1802 e a Roma nel 1831.
4. Carlotta di Borbone-Parma (Palazzo del Giardino, Parma, 7 settembre 1777 - Convento dei Santi Domenico e Sisto, Roma, 5 aprile 1826); Madame Troisième, divenne orsolina nella Chiesa dei Santi Domenico e Sisto con la sorella Antonia nel 1797.
5. Maria Anna di Borbone-Parma (Palazzo Ducale di Colorno, 20 gennaio 1779 - Convento dei Santi Domenico e Sisto, Roma, 10 novembre 1849); Madame Quatrième, divenne orsolina nella Chiesa dei Santi Domenico e Sisto nel 1806.
6. Maria Giovanna di Borbone-Parma (Palazzo Ducale di Colorno, 20 gennaio 1779 - Castello di Schönbrunn, Vienna, 19 febbraio 1853); Madame Cinquiéme, gemella della precedente, morì nubile.
7. Filippo di Borbone-Parma (Palazzo Ducale di Piacenza, 22 maggio 1783 - Palazzo Ducale di Colorno, 2 luglio 1786); Principe di Guastalla, morì nell'infanzia di vaiolo.
8. Maria Antonietta Luisa di Borbone-Parma (Palazzo Ducale di Colorno, 21 ottobre 1784 - Palazzo Ducale di Colorno, 22 ottobre 1785); Madame Sixième, morì ad un anno dopo aver sviluppato il vaiolo.
9. Maria Giuseppina di Borbone-Parma (Palazzo Ducale di Guastalla, 17 ottobre 1785 - Palazzo Ducale di Colorno, 20 dicembre 1789); Madame Septième, morì dopo aver sviluppato il vaiolo.
10. Maria Cristina di Borbone-Parma (Palazzo Ducale di Piacenza, 20 marzo 1786 - Convento di Sant'Agata, Roma, 10 novembre 1857); Madame Huitième, divenne orsolina nel 1810 con le sorelle Carlotta e Antonia.
11. Maria Elisabetta di Borbone-Parma (Palazzo Ducale di Piacenza, 17 aprile 1787 - Palazzo del Giardino, Parma, 22 maggio 1793); Madame Neuvième, morì dopo una caduta dalle scale.
12. Maria Luisa di Borbone-Parma (Palazzo Ducale di Piacenza, 17 aprile 1787 - Palazzo del Giardino, Parma, 22 novembre 1789); Madame Dixième, morì nell'infanzia di pleurite.
13. Maria Enrichetta di Borbone-Parma (Palazzo Ducale di Colorno, 10 febbraio 1788 - Palazzo Ducale di Colorno, 24 gennaio 1799); Madame Onzième, morì dopo aver contratto il vaiolo.
14. Giuseppe Ludovico di Borbone-Parma (Palazzo Ducale di Colorno, 13 dicembre 1788); morì appena nato.
15. Maria Ludovica di Borbone-Parma (Palazzo Ducale di Colorno, 13 dicembre 1788); morì appena nata.
16. Maria Beatrice di Borbone-Parma (Palazzo Ducale di Guastalla, 20 luglio 1789); morì appena nata.

Maria Amalia si fece ritrarre con i figli nel Ritratto di Maria Amalia d'Austria con i suoi figli, risalente al 1775.

## Ascendenza
|                       |                                    |                                | Genitori                         |  |  | Nonni |  |  | Bisnonni               |  |  | Trisnonni            |  |
|                       |                                    |                                |                                  |  |  |       |  |  | Luigi, il Gran Delfino |  |  | Luigi XIV di Francia |  |
|                       |                                    |                                |                                  |  |  |       |  |  | Luigi, il Gran Delfino |  |  | Luigi XIV di Francia |  |
|                       |                                    | Maria Teresa d'Asburgo         |                                  |  |  |       |  |  | Luigi, il Gran Delfino |  |  |                      |  |
| Filippo V di Spagna   |                                    |                                |                                  |  |  |       |  |  | Luigi, il Gran Delfino |  |  |                      |  |
|                       |                                    | Anna Maria di Baviera          | Ferdinando Maria di Baviera      |  |  |       |  |  |                        |  |  |                      |  |
|                       |                                    | Anna Maria di Baviera          | Ferdinando Maria di Baviera      |  |  |       |  |  |                        |  |  |                      |  |
|                       |                                    | Anna Maria di Baviera          | Enrichetta Adelaide di Savoia    |  |  |       |  |  |                        |  |  |                      |  |
| Filippo I di Parma    |                                    | Anna Maria di Baviera          |                                  |  |  |       |  |  |                        |  |  |                      |  |
|                       |                                    | Odoardo II Farnese             | Ranuccio II Farnese              |  |  |       |  |  |                        |  |  |                      |  |
|                       |                                    | Odoardo II Farnese             | Ranuccio II Farnese              |  |  |       |  |  |                        |  |  |                      |  |
|                       |                                    | Odoardo II Farnese             | Isabella d'Este                  |  |  |       |  |  |                        |  |  |                      |  |
| Elisabetta Farnese    |                                    | Odoardo II Farnese             |                                  |  |  |       |  |  |                        |  |  |                      |  |
|                       |                                    | Dorotea Sofia di Neuburg       | Filippo Guglielmo del Palatinato |  |  |       |  |  |                        |  |  |                      |  |
|                       |                                    | Dorotea Sofia di Neuburg       | Filippo Guglielmo del Palatinato |  |  |       |  |  |                        |  |  |                      |  |
|                       |                                    | Dorotea Sofia di Neuburg       | Elisabetta d'Assia-Darmstadt     |  |  |       |  |  |                        |  |  |                      |  |
| Ferdinando I di Parma |                                    | Dorotea Sofia di Neuburg       |                                  |  |  |       |  |  |                        |  |  |                      |  |
|                       | Luigi di Borbone, duca di Borgogna | Luigi, il Gran Delfino         |                                  |  |  |       |  |  |                        |  |  |                      |  |
|                       | Luigi di Borbone, duca di Borgogna | Luigi, il Gran Delfino         |                                  |  |  |       |  |  |                        |  |  |                      |  |
|                       | Luigi di Borbone, duca di Borgogna | Maria Anna Vittoria di Baviera |                                  |  |  |       |  |  |                        |  |  |                      |  |
| Luigi XV di Francia   | Luigi di Borbone, duca di Borgogna |                                |                                  |  |  |       |  |  |                        |  |  |                      |  |
|                       |                                    | Maria Adelaide di Savoia       | Vittorio Amedeo II di Savoia     |  |  |       |  |  |                        |  |  |                      |  |
|                       |                                    | Maria Adelaide di Savoia       | Vittorio Amedeo II di Savoia     |  |  |       |  |  |                        |  |  |                      |  |
|                       |                                    | Maria Adelaide di Savoia       | Anna Maria di Borbone-Orléans    |  |  |       |  |  |                        |  |  |                      |  |
| Elisabetta di Borbone |                                    | Maria Adelaide di Savoia       |                                  |  |  |       |  |  |                        |  |  |                      |  |
|                       |                                    | Stanislao Leszczyński          | Rafał Leszczyński                |  |  |       |  |  |                        |  |  |                      |  |
|                       |                                    | Stanislao Leszczyński          | Rafał Leszczyński                |  |  |       |  |  |                        |  |  |                      |  |
|                       |                                    | Stanislao Leszczyński          | Anna Jablonowska                 |  |  |       |  |  |                        |  |  |                      |  |
| Maria Leszczyńska     |                                    | Stanislao Leszczyński          |                                  |  |  |       |  |  |                        |  |  |                      |  |
|                       |                                    | Caterina Opalińska             | Jan Karol Opaliński              |  |  |       |  |  |                        |  |  |                      |  |
|                       |                                    | Caterina Opalińska             | Jan Karol Opaliński              |  |  |       |  |  |                        |  |  |                      |  |
|                       |                                    | Caterina Opalińska             | Zofia Czarnkowska Opalińska      |  |  |       |  |  |                        |  |  |                      |  |
|                       |                                    | Caterina Opalińska             |                                  |  |  |       |  |  |                        |  |  |                      |  |